# 鉄甲旗艦アトラゴン
『鉄甲旗艦アトラゴン』（てっこうきかんアトラゴン）は、1995年2月24日にムービックから発売されたPC-9800シリーズ対応のアドベンチャーゲーム。
脚本・監督は眠田直、キャラクターデザインは山内則康が務めている。

## ストーリー
この世界を二分する勢力、神聖マヤトニア王国とアングルマン帝国の抗争は、第2次ゼラント海戦でマヤトニアが勝利して以来、表面上は平穏を保っていた。つかの間の平和の中、マヤトニア王国は、未知の海域を調査するため科学技術を結集して戦闘調査艦アトラゴンを建造し、ゼラント海戦で名を馳せた仮面船長に指揮を依頼する。主人公はアトラゴン号の船長となり未知の海域を調査することになる。行く手を阻む怪獣や海賊、敵戦艦と戦い、伝説の国タミアラにまつわる"ミヨイ・タミアラ伝説"の謎を解き明かすことが最終目的となる。

## 登場人物

### アトラゴン号
仮面船長
アトラゴン号船長、歴戦の英雄。プレーヤーキャラ。
キビナ・サクラダ
本作のヒロイン。アトラゴン号の科学班員で博士。
キース・スジマー
アトラゴン号の技術長。機関室勤務。
ノギス・マットウ
アトラゴン号副長。
ダイア・アス
アトラゴン号の船医。
フォーツ・アシヤ
アトラゴン号の砲術長を務めるボーイッシュな女の子。
ミガン・キサグン
アトラゴン号操舵士。
ククナ・ナカイ
海中探査機の責任者。女性。
エンゲ・サラヒト
アトラゴン号に搭載されている偵察機のパイロット。
ナミ
女性機関長。
スダガワ
陸戦隊班長。

### その他
イレーネ・ヒスター
アングルマン帝国の戦艦、ギラドース号の女艦長。
ラ・ミコノ
物語の鍵を握るとされる謎の金髪少女。

## 移植版
| No. | タイトル           | 発売日        | 対応機種 | 開発元                        | 発売元             | メディア                       | 備考 | 出典        |
| --- | ------------------ | ------------- | -------- | ----------------------------- | ------------------ | ------------------------------ | ---- | ----------- |
| 1   | 鉄甲旗艦アトラゴン | 2025年5月27日 | Windows  | D4エンタープライズ (移植担当) | D4エンタープライズ | ダウンロード (プロジェクトEGG) |      | [ 4 ] [ 5 ] |

## スタッフ
- プロデュース：芦田豊雄
- 脚本・監督：眠田直
- キャラクターデザイン・メカニックデザイン・作画監督：山内則康
- スーパーバイズ：生田雄大
- 音楽：梶原正裕、梅本竜、佐野広明、荒川憲一
- 原画：スタジオライブ
- 制作：スタジオライブ、ウォーマシン
- 製作・販売：ムービック

## 書籍・雑誌連載
- 『鉄甲旗艦アトラゴン 設定資料集』（ムービック）1995年
- 『鉄甲旗艦アトラゴン 科学班員キビナ・サクラダ』猿1号著、コンプティーク（角川書店）1995年4-7月号　※キビナ・サクラダ視点のリプレイノベル[6]。